# Stollwerckbesetzung

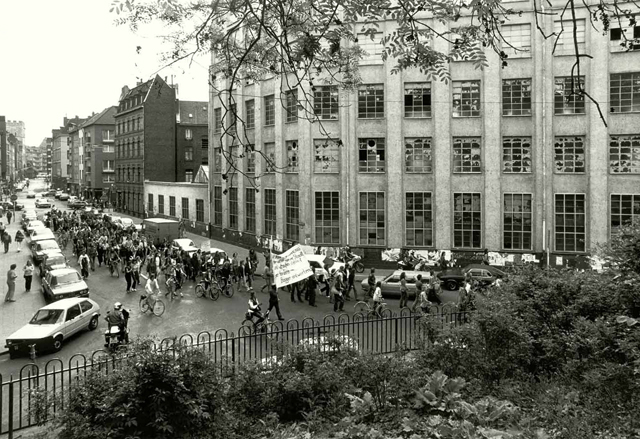
Beginn der Besetzung: Demonstrationszug vor der Stollwerckfabrik am 20. Mai 1980

Die Stollwerckbesetzung war eine 49 Tage andauernde Hausbesetzung der ehemaligen Stollwerck-Schokoladenfabrik im Kölner Severinsviertel, die am 20. Mai 1980 begann. Die mit bis zu 600 Besetzern größte Hausbesetzung in der Geschichte der Stadt Köln erfuhr unter politischen und kulturellen Aspekten bundesweite Beachtung. Die Frage des Umgangs mit der Besetzung führte zu Auseinandersetzungen unter den in Köln regierenden Sozialdemokraten, in die schließlich hochrangige Vertreter der SPD-Bundespolitik eingriffen. 
Die Besetzung endete mit dem Abzug der Besetzer nach Verhandlungen mit einem Ratsvertreter. Das Hauptziel, der selbstverwaltete Umbau der Fabrikgebäude in preiswerten Wohn- und Kulturraum, wurde nicht erreicht. Als Erfolg der Besetzung wurde die Fabrik aber im Rahmen einer Zwischennutzung über sieben Jahre als Kulturzentrum von einer progressiven Kunst- und Theaterszene genutzt. 1987 erfolgte schließlich der Abriss der meisten Gebäude zugunsten einer neuen Wohnsiedlung.

## Vorgeschichte
Die sich zuletzt auf 50.000 Quadratmetern des Severinsviertels erstreckende Schokoladenfabrik Stollwerck war 1839 von Franz Stollwerck gegründet worden. Nach mehreren Generationswechseln geriet das weltweit tätige Unternehmen im Zuge von Weltwirtschaftskrise und Zweitem Weltkrieg in eine finanzielle Schieflage, die erst mit der Übernahme durch Hans Imhoff im Jahr 1972 beendet war. Unter Imhoff entwickelte sich Stollwerck zu einem der führenden deutschen Schokoladenhersteller.
Das Stollwerck-Fabrikgelände stellte innerhalb der südlichen Innenstadt einen dominierenden Komplex dar und prägte das umliegende Severinsviertel, das in den 1970er Jahren überwiegend ein Arbeiterviertel mit hoher Bevölkerungsdichte und heruntergekommenen Gebäudebestand war. In anderen Bereichen der Innenstadt trug die Ansiedelung großer Dienstleistungsbetriebe, etwa durch Zentralen von Versicherungen, zu einem Rückgang von Wohnraum bei. Dies erhöhte den Druck auf die Stadtpolitik, im vorigen Jahrhundert entstandene und kaum noch wirtschaftlich zu betreibende innerstädtische Industriegebiete zu transformieren. Die Übernahme von Stollwerck durch den in der Lebensmittelbranche erfolgreichen Unternehmer Imhoff, dessen Expansionsideen das innerstädtische Fabrikgelände nicht mehr gewachsen war, erschien der Stadt als Glücksfall. Tatsächlich legte Stollwerck Mitte der siebziger Jahre den innerstädtischen Produktionsstandort still und verlagerte die Produktion auf andere Niederlassungen, darunter ein neuer Standort in einem Industriegebiet in Köln-Porz.

### Verkauf
Obwohl die Stadt Köln Interesse am Ankauf des Stollwerckgeländes zeigte und auch ein Angebot über 25,5 Millionen DM vorlegte, verkaufte Imhoff das bebaute Gelände an den Finanzunternehmer Detlev Renatus Rüger zu einem Preis von 48,3 Millionen Mark. Allerdings konnte Rüger das Grundstück nicht frei bewirtschaften: Drei Tage nach dem Kauf wurde die Erklärung des Areals zum Sanierungsgebiet rechtskräftig, so dass jede dort vorzunehmende Veränderung mit der Stadtverwaltung abgestimmt werden musste. Unter dem Druck der Zinslast verkaufte Rüger das für seine Zwecke kaum nutzbare Gebiet schließlich zum Preis von 34,5 Millionen Mark an die Stadt Köln zurück. Gewinner dieser Transaktionen war Imhoff, der zudem von der Stadt einen Zuschuss von 9,6 Millionen und ein zinsloses Darlehen in Höhe von 10 Millionen Mark für den Umzug seiner Produktion an den Kölner Stadtrand erstritt.

### Ideenwettbewerb
Am 30. Mai 1978 schrieb die Stadt Köln einen Architektenwettbewerb zur Umgestaltung des Stollwerckgeländes aus. Der Wettbewerb wurde von der Kölner Design Team 8-Planungsgruppe (DT8) gewonnen. Deren Entwurf beinhaltete einen weitgehenden Abriss der Fabrikgebäude, verbunden mit dem Neubau von Wohnhäusern auf dem Gelände. Ein kleinerer Teil der Fabrik sollte durch den Einbau von Wohnungen erhalten werden. Im Wettbewerb unterlegen war der Entwurf der Arbeitsgruppe „Wohnen im Stollwerck“, der den Umbau der gesamten Fabrik zu preisgünstigem Wohnraum durch den Einbau von Wohnungen in die Industriebauten vorsah. Einer der Architekten dieser Arbeitsgruppe, Stephan Görner, hatte in den 1970er Jahren selbst bei DT8 gewirkt und dort das Modell des Fabrikumbaus in Wohnungen mitentwickelt. Inzwischen war er auch Sprecher der Bürgerinitiative südliche Altstadt (BISA), offiziell gegründet am 11. Februar 1971. In dieser Initiative organisierten sich am Sozialraum Severinsviertel interessierte Bürger, darunter auch Stadtplaner und Architekten.
Sowohl die Bürgerinitiative als auch „Wohnen im Stollwerck“ vertraten den vollständigen Erhalt der Fabrikgebäude. Ein Berliner Planungsbüro verglich in einer Kosten- und Nutzenberechnung die beiden Konzepte und gelangte zu dem Schluss, dass ein Totalerhalt mit Umbau aller Büro- und Fabrikgebäude zwar zunächst um rund 20 % günstiger zu realisieren sei, bei den Folgekosten auf lange Sicht aber eine Angleichung zu einer Mischlösung aus Abriss und Umbau eintreten würde. Letztlich ging die Stadt davon aus, dass aus städtebaulichen und ästhetischen Gründen eine Beseitigung des „Betonklotzes“ Stollwerck vorteilhaft sein würde.
Dem gegenüber propagierte die BISA ein zu herkömmlichen Wohn- und Mietverhältnissen alternatives Konzept der Selbsthilfe: Zukünftige Bewohner sollten sich durch Mitbestimmung und praktische Mitwirkung an Konzeption und Umsetzung der Umbauten beteiligen und so ihren zukünftigen Lebensraum selbst gestalten. Die Besiedelung sanierter Fabriketagen als gemischte Wohn-, Arbeits- und Kulturräume sollte in Anlehnung an das „Loft-living“, das etwa im New Yorker SoHo, aber auch in Hamburg oder Düsseldorf zum erfolgreichen Umbau ehemaliger Fabriken geführt hatte, erfolgen. Zwei Jahre stritt man mit der Stadtverwaltung über die Geschicke des Stollwerck und über die Genehmigung zum Bau einer Musterwohnung im Fabrikgelände, welche die Machbarkeit der BISA-Idee zeigen sollte. Zwischenzeitlich wurden Teile des Geländes als Quartier für den Circus Roncalli verpachtet; der alte Annosaal wurde vom Kölner Schauspiel als Spielstätte genutzt, in dem Peter Greiners Kiez uraufgeführt wurde.

### Letzte-Hilfe-Fest und Musterwohnung
Im April 1980 spitzte sich die Auseinandersetzung zu: Während eine übergreifende Sitzung der Fraktionsvorsitzenden der Kölner Ratsparteien einen Fahrplan zum Abbruch der Stollwerck-Gebäude beschloss, fand in einem Saal der Stollwerck-Fabrik eine Versammlung der BISA und ihrer Unterstützer statt, auf der der Bau einer Musterwohnung festgelegt wurde. Die Wohnung sollte die Möglichkeit eines Umbaus demonstrieren. Oberstadtdirektor Kurt Rossa (SPD) hatte den Auftrag, den Abrissfahrplan umzusetzen. Unter dem Druck einer drohenden Besetzung kurz vor den Landtagswahlen in Nordrhein-Westfalen am 11. Mai verhandelte er aber zunächst mit der BISA über den Einbau der Musterwohnung. Im Ergebnis stimmte die Stadtverwaltung dem Bau der Musterwohnung ab dem 26. April zu. Die BISA und ihre Unterstützer begannen mit dem Aufbau der Wohnung, durchaus in der Hoffnung, Bevölkerung und Politik noch vom Konzept des Fabrikumbaus überzeugen zu können.
Im Zuge des von der BISA veranstalteten „Letzte-Hilfe-Festes“ am 27. April wurden per Menschenkette 12.000 Steine über 100 Meter von Hand zu Hand in die Fabrik geschafft, wo Aktivisten sie unter der Anleitung von Architekten zwei Tage lang verbauten. Zur Aktion mit Musik und Verpflegung erschienen zahlreiche Sympathisanten aus der linken Szene, aber auch Anwohner und Kinder aus dem Viertel, die das Gelände zum Spielen nutzten.
Während des Festes kam es zu einem folgenschweren Zwischenfall, als ein 13-jähriger Junge 15 Meter tief in einen ungesicherten Aufzugschacht fiel und dabei ums Leben kam. Daraufhin widerrief Rossa zunächst die Genehmigung zum Bau der teilfertigen Musterwohnung und verfügte die Schließung der Baustelle, um das Gelände zur Vermeidung weiterer Unfälle gegen unbefugtes Betreten abzusichern. Eine weitere Runde der Fraktionsvorsitzenden der Ratsparteien bestätigte, dass man aus Gründen der Verkehrssicherungspflicht den Bau endgültig stoppen wollte. Angesichts der sich abzeichnenden Radikalisierung der BISA-Unterstützer und der wiederum die für den Fall eines gewaltsamen Vorgehens der Polizei gegen die Initiative befürchteten Konsequenzen für die Landtagswahlen gab Rossa mit Unterstützung der FDP– und SPD-Fraktionen den Bau unter Auflagen kurz darauf wieder frei. Dies führte zu einem Bruch mit der CDU-Fraktion, die weiterhin strikt gegen den Weiterbau war und auf die Übereinkunft pochte. Die Auflagen umfassten Regelungen zur Absicherung des Geländes, aber auch die Festlegung, wonach die Musterwohnung ausschließlich Demonstrationszwecken dienen und nicht zu einem Bezug genutzt werden durfte. Auch auf Eigentum und Urheberrecht an dem Bau musste die BISA verzichten.
Schließlich entstand in der ersten Fabriketage eine Art Bungalow mit drei Zimmern. Tageslicht wurde dem Rohbau durch eine kombinierte Glas-/Fachwerkkonstruktion zugeführt. Stolz präsentierte die BISA am 13. Mai die im Rohbau fertiggestellte Musterwohnung der Presse und, unter Verletzung der vereinbarten Auflagen, auch den eingeladenen Bürgern des Severinsviertels. Die Reaktionen aus Stadtverwaltung und Rat blieben verhalten-ablehnend.
Am 20. Mai 1980 bestätigte der Stadtentwicklungsausschuss den Teilabriss der Fabrik und das von der Stadt favorisierte Sanierungsmodell trotz vehementer Proteste der BISA und ihrer Sympathisanten. Als klar wurde, dass der Abriss unmittelbar bevorstand, zogen die von der Ausschusssitzung ausgesperrten Demonstranten vom Rathaus zur Fabrik und nahmen das Gelände in Besitz.

## Besetzung
Bis zum späten Abend des 20. Mai waren bis zu 600 meist junge Leute auf das Fabrikgelände gelangt und hatten in einer ersten Vollversammlung die Besetzung beschlossen. In mitgebrachten oder nachträglich besorgten Schlafsäcken wurde erstmals in der ehemaligen Fabrik übernachtet. Bevor am frühen Morgen des 21. Mai 1980 die Abrissbagger unter Polizeischutz auf das Gelände der Fabrik vordringen konnten, hatten sich die Besetzer schon erfolgreich verbarrikadiert. Polizei und Stadtverwaltung hatten keine Maßnahmen gegen das Eindringen der Besetzer vorgesehen, zumal die Fabrik in Teilen noch vermietet war. Eine sofortige Räumung durch die anwesenden Polizeikräfte war aufgrund der großen Zahl der Besetzer nicht möglich. Kurt Rossa verfügte zunächst einen Abriss-Stopp.

### „Macht Stollwerck zum Bollwerk“
Die Besetzer richteten sich unter dem Motto „Macht Stollwerck zum Bollwerk“ auf einen längeren Verbleib in der Fabrik ein. Kommunikations- und Entscheidungsstrukturen wie Plenum und Wandzeitung wurden eingerichtet, Flugblätter gedruckt, eine Volxküche mit täglicher Verpflegung nahm ihren Betrieb auf. Mit den Besetzern kooperierend organisierte in der Fabrik das Kulturzentrum Palazzo Schoko, ein legaler Zwischenmieter, Konzerte und Aktionskunst, die wiederum für Anziehung unter den Unterstützern der Besetzung sorgten. Unter den Besetzern waren Kölner Aktivisten der BISA, aber auch bundesweit angereiste Mitglieder der Hausbesetzerszene. Von Seiten der Besetzer erhofft, von der Polizei wegen des vermuteten Gewaltpotenzials gefürchtet, blieb eine personelle Unterstützung durch die niederländische Hausbesetzerszene der „Kraaker“ aus. Auch der Einsatz von „paramilitärisch ausgerüsteten Rockern“ zur Verteidigung des Geländes, so vom SPD-Fraktionsvorsitzenden Günter Herterich öffentlich befürchtet ereignete sich nicht. Mit Dauer der Besetzung verstärkte sich allerdings der Anteil von Angehörigen Sozialer Randgruppen wie Punks, Obdachlose und Menschen mit psychischen Störungen, was zunehmend zu Konflikten und Spannungen unter den Besetzern führte.

### Rezeption der Besetzung
Gegenüber der Bevölkerung präsentierten sich die Besetzer als offen und freundlich. Sie eröffneten ein Straßencafé und empfingen besonders am Pfingstwochenende Besucher bei Kaffee, Kuchen und Kölsch. Die Haltung der Bürger im Severinsviertel erfährt in Berichten eine widersprüchliche Darstellung. So stufte Engelbert Greis die Reaktionen auf die BISA-Aktivitäten und die als „Aussteiger und Ausgeflippte, Freaks und Hascher, Penner und Protestler“ bezeichneten Sympathisanten als verhalten bis ablehnend ein. Unterdessen beschreibt Stefan Peil, einer der ehemaligen Besetzer, eine engere Verzahnung der Interessen von Bürgern und Aktivisten bzw. Besetzern. Neben Kritik und Ablehnung aus den Ratsfraktionen und dem bürgerlichen Lager erfuhr die BISA für ihre Musterwohnung Anerkennung etwa von dem Dortmunder Stadtplaner Peter Zlonicky. Das Ensemble des Schauspielhauses, das während der Besetzung Greiners „Kiez“ aufführte, solidarisierte sich mit der Besetzung. Als Zuschauer des Stückes unterzeichnete Bundesforschungsminister Volker Hauff (SPD) gar einen die Ziele der BISA unterstützenden Aufruf.

### Reaktionen von Politik und Verwaltung
Die Verantwortlichen in Politik und Verwaltung der Stadt Köln wurden von der raschen Besetzung zunächst überrumpelt. Vertreter von Politik und Stadtverwaltung wiesen mündlich, später auch in Flugblättern, auf die Rechtswidrigkeit der Besetzung hin und drohten den Besetzern mit Strafanzeigen. Kurt Rossa machte die BISA für die Besetzung und ihre Folgen, vor allem für das Verhalten der nicht zur BISA gehörigen Gruppierungen verantwortlich. In einer ersten überparteilichen Besprechung der Fraktionsvorsitzenden mit der Verwaltung waren sich Oberstadtdirektor und Polizeipräsident einig, dass eine Räumung durch die Polizei unverhältnismäßig riskant wäre. Die Fraktionsvorsitzenden dagegen forderten eine schnelle Räumung des Geländes. In einer ersten Ratssitzung bekräftigen die drei Fraktionen in einstimmiger Abstimmung die Entscheidung zum städtischen Sanierungskonzept und betonen den Anspruch des Rates, die Geschicke des Stollwercks nicht von Hausbesetzern bestimmen zu lassen.

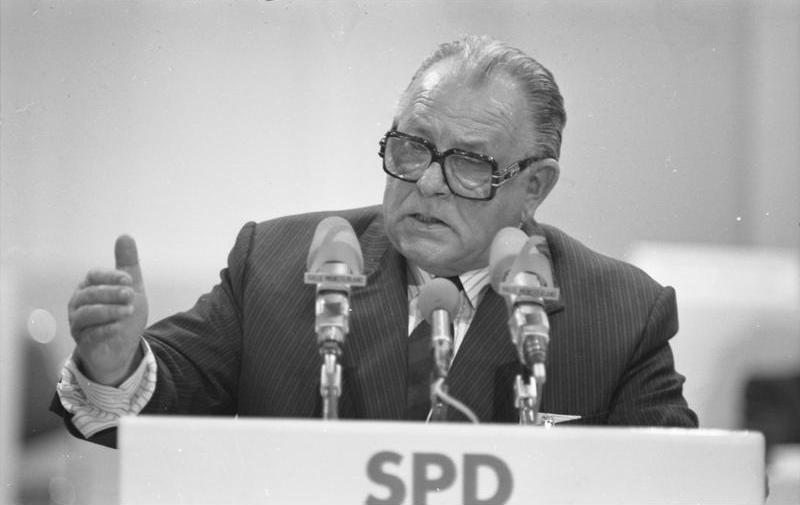
Hans-Jürgen Wischnewski

Die Stadtverwaltung kündigte schließlich allen Gruppen und Firmen die Mietverträge für die Stollwerck-Gebäude, ließ Strom und Wasser abstellen, wodurch auch die Aktivitäten des Kölner Schauspiels auf dem Gelände beendet wurden. Die Verwaltung geriet seitens der gewerblichen Mieter, die ebenfalls von dieser Maßnahme betroffen waren unter Druck, weil deren Geschäft beeinträchtigt wurde und Schäden, beispielsweise durch ausgefallene Kühlhäuser, entstanden. Die CDU-Fraktion warf Rossa und der SPD vor, vor dem Hintergrund der Landtagswahl durch Zugeständnisse an die BISA die folgende Besetzung gefördert zu haben. Sie forderte ihrerseits eine unverzügliche Umsetzung der Ratsbeschlüsse, also den Abriss und die damit verbundene Räumung des Geländes. Auch innerhalb der Sozialdemokraten wuchsen die Meinungsverschiedenheiten zu Ursachen und Lösung des Problems. Der Fraktionsvorsitzende Herterich und der rechte Flügel der SPD-Fraktion warfen Rossa ebenfalls vor, durch Nachgiebigkeit die Besetzung erst ermöglicht zu haben. Der linke SPD-Flügel kritisierte Herterich dagegen für Übertreibungen bei der Darstellung der von den Besetzern ausgehenden Gefahren. Auch zwischen SPD-Spitze und Basis in Gestalt von Fraktion und Partei traten deswegen Verwerfungen auf. Schließlich setzte sich der linke Flügel der Sozialdemokraten auf einem Parteitag knapp mit einem Antrag gegen eine gewaltsame Räumung durch, der die Fraktion zu Zugeständnissen gegenüber den Besetzern und zur Weiterführung von Verhandlung um die Fabrik verpflichtete. Befriedet war die innerparteiliche Lage dadurch nicht. Zuletzt entsandte Willy Brandt den Kölner Hans-Jürgen Wischnewski, damals stellvertretender Bundesvorsitzender der SPD, zur Vermittlung in Sachen Stollwerck. Wischnewski forderte den Dialog der zerstrittenen Flügel.
Vor dem Hintergrund des Parteitagsbeschlusses nahm Herterich schließlich Verhandlungen mit Vertretern der Stollwerckbesetzern auf, was von der CDU-Fraktion als „opportunistische Politik“ gegenüber Rechtsbrechern kritisiert wurde. Die Kölnische Rundschau warnte vor einer den Staat angreifenden Gleichsetzung illegaler Hausbesetzungen mit legalen Bürgerinteressen.

### Situation im Stollwerck
Vor allem zu Beginn der Besetzung im Stollwerck empfanden viele der Teilnehmer Solidarität, Aufbruchsstimmung, das Gefühl eines gemeinsamen Traumes von alternativen Lebens- und Wohnmodellen sowie einen kollektiven Widerstandsgeist im Kampf für diese Ideen. Vorstellungen von Gewaltlosigkeit, Aufhebung der herkömmlichen Trennung zwischen Kopf- und Handarbeit oder gar die Abschaffung der Geldwirtschaft schafften gruppenübergreifende Visionen einer besseren Zukunft.
Höhepunkte dieses Gemeinschaftsgefühls waren der kollektive Bau der Musterwohnung, die erfolgreiche Besetzung und das folgende Pfingstwochenende, an dem tausende Besucher das Stollwerck zu einem Familienfest mit einem Gottesdienst besuchten, in dem vom obrigkeitsverachtenden Jesus Christus die Rede war. Über das Stollwerck hinaus empfand man Verbundenheit mit der Berliner Hausbesetzerszene oder mit den Erbauern der Republik Freies Wendland. Diese Stimmung, und die anfängliche Angst vor einer Räumung durch die Polizei, wurde von der kölschen Rockgruppe BAP in ihrem Stollwerck-Leed beschrieben:
| Kölsch | Hochdeutsch |
| --- | --- |
| „Die nevven dir sinn Kääls un Fraue die losse sich nit mieh versaue, die wollen nit mieh nur Stimmvieh sinn. Die haalen nit mieh still un waade, die lossen sich nit mieh verlaade, die wehren sich jetz, die mischen sich enn. ‚Mir weeden immer mieh, hoffentlich immer mieh, denn nur su hahlen mir se op!‘“ | „Die neben dir sind Kerle und Frauen die lassen sich nicht mehr versauen, die wollen nicht mehr nur Stimmvieh sein. Die halten nicht mehr still und warten, die lassen sich nicht mehr verladen, die wehren sich jetzt, die mischen sich ein. ‚Wir werden immer mehr, hoffentlich immer mehr, denn nur so halten wir sie auf!‘“ |

Bald jedoch zeigten sich Risse im gemeinsamen Ideenmodell, und aus den verschiedenen Vorstellungen und Lebensweisen der beteiligten Gruppen entstanden teils massive Konflikte im Zusammenleben: „Künftige Studienräte“ trafen auf „obdach- und arbeitslose Jugendliche“ (…) „Freaks in Samt und Wolle auf Punks in Stahl und Leder, die Ratte auf der Schulter“. 
Diebstähle untereinander, Bedrohungen, Gewalt und der Gebrauch von harten Drogen verbreiteten sich mit dem Zuzug weiterer randständiger Gruppen auf der Suche nach Rückzugsräumen und Obdach. 
Währenddessen wichen die ursprünglichen, idealistischen Besetzer vor der zunehmend aggressiven Atmosphäre zurück, sahen sich nicht in der Lage, „Störer“ zu entfernen, nicht wenige verließen die besetzte Fabrik aus Angst vor Gewalt. Ein Redakteur der Kölnischen Rundschau, der eine Nacht in der Fabrik verbrachte, berichtete von der Vergewaltigung einer Frau. Der Täter sei von anderen Besetzern gestellt und in Selbstjustiz heftig verprügelt worden. Vielen Besetzern wurde zu Beginn der Verhandlungen mit der regierenden SPD klar, dass Stollwerck unter diesen Bedingungen nicht lange zu halten war.

## Verhandlung und Ende der Besetzung
Ab Ende Juni führte SPD-Fraktionschef Herterich mit Delegierten der Besetzer nichtöffentliche Verhandlungen an geheim gehaltenen Orten. Allabendlich wurden Zwischenergebnisse im Plenum der Besetzer vorgestellt. Nach zähem Einstieg zeichneten sich zwar Einigungen in den meisten Punkten ab, beide Seiten standen aber in der Kritik aus den eigenen Reihen, Ziele zu verraten beziehungsweise der Gegenseite zu viele Zugeständnisse zu machen. In der besetzten Fabrik führte das in der ohnehin schwierigen Situation zu erheblichen Auseinandersetzungen, während Herterich, dem der Rat zwar den Rücken für die Aufnahme der Verhandlung gestärkt hatte, in Einzelfragen in der Kritik von Presse, eigener Fraktion und Opposition stand. Unterdessen hatte die Polizei einen Plan zur Räumung ausgearbeitet und sah sich kurz vor Abschluss der Verhandlungen angesichts der geringen Zahl verbliebener Besetzer auch in der Lage, diesen umzusetzen. Dennoch wurden die Verhandlungen fortgesetzt, und den Verhandlungspartnern gelang in der Nacht zum 6. Juli die Formulierung einer gemeinsamen Erklärung, die wichtige Übereinkünfte enthielt:
- Räumung des Geländes durch die Besetzer bis 16:00 Uhr desselben Tages
- Fortsetzung des Bebauungsplanverfahrens unter Beteiligung betroffener Bürger und der Fachöffentlichkeit, auch unter dem Gesichtspunkt des Selbsthilfegedankens und alternativer Finanzierungsformen
- Zwischennutzung des Areals durch ein Kulturzentrum als eingetragener Verein, unter dessen Dach verschiedene Initiativen und Gruppen Zugang zu den Fabrikräumen erhalten
- Fertigstellung der Musterwohnung, die anschließend der Öffentlichkeit zugänglich gemacht werden kann
- Bereitstellung von Wohnraum für wohnungslose Jugendliche unter den Besetzern
- Rücknahme städtischer Strafanzeigen wegen Hausfriedensbruch und Verzicht auf zivilrechtliche Ansprüche gegen die Besetzer, mit Ausnahme schwerer vorsätzlicher Zerstörungen.

Beide Verhandlungsparteien ergänzten die Erklärung mit eigenen Stellungnahmen, die das Verhandlungsergebnis als eigenen Erfolg interpretierten und die eigenen Positionen gestärkt sahen. Die SPD stellte dabei die Nichterpressbarkeit des Rates und Einhaltung eines legalen Rahmens in den Vordergrund, während die Besetzer den Erfolg ihres kämpferischen Vorgehens im Aufhalten des Abrisses, in der Demokratisierung des weiteren Bebauungsplanverfahrens und der kommenden Zwischennutzung durch ein selbstverwaltetes Kulturzentrums sahen.
Tatsächlich akzeptierte die verbliebene Basis der Besetzer, von der Polizei auf rund 100 Personen geschätzt, die Übereinkunft und bereitete sich auf den Abzug aus der Fabrik vor. Nach dem Frühstück wurden Matratzen und anderer Müll verbrannt, Habseligkeiten zu Fuß oder mit Handwagen aus dem Stollwerck geschafft und, oft unter Tränen, Abschied vom besetzten Komplex genommen. Um 16:30 Uhr war die Fabrik menschenleer. Ab 17:00 erreichten starke Polizeikräfte, die Rede ist von zwei bis sechs Hundertschaften, die ehemals besetzten Gebäude, um diese zu sichern und zu durchsuchen. Dabei kam es zu tumultartigen Szenen vor der Fabrik und später in der Innenstadt, als ehemalige Besetzer mit Wut auf die Polizeiaktion und die kurz darauf anrückenden Abrisskolonne reagierten, die erste Wände und Gebäude einriss. Insgesamt ging die Räumung der Stollwerckfabrik jedoch ohne größere Straßenschlachten vonstatten.

## Nachwirkungen

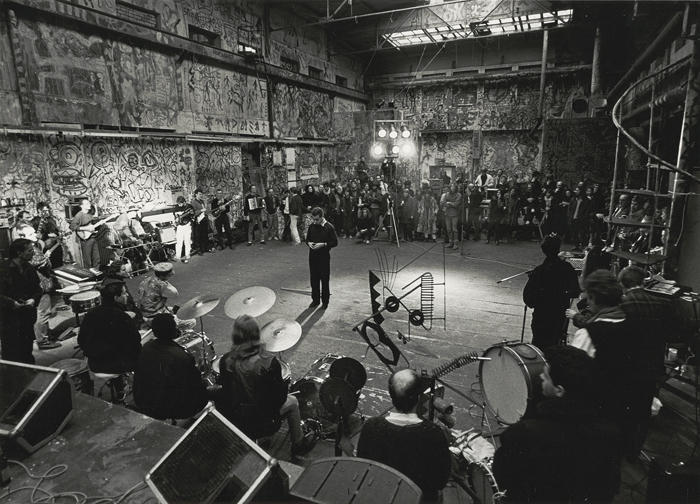
Frank Köllges bei einer öffentlichen Probe der Gruppe Intermission Orchestra in der Stollwerck-Maschinenhalle, 28. Dezember 1986, fotografiert von Eusebius Wirdeier

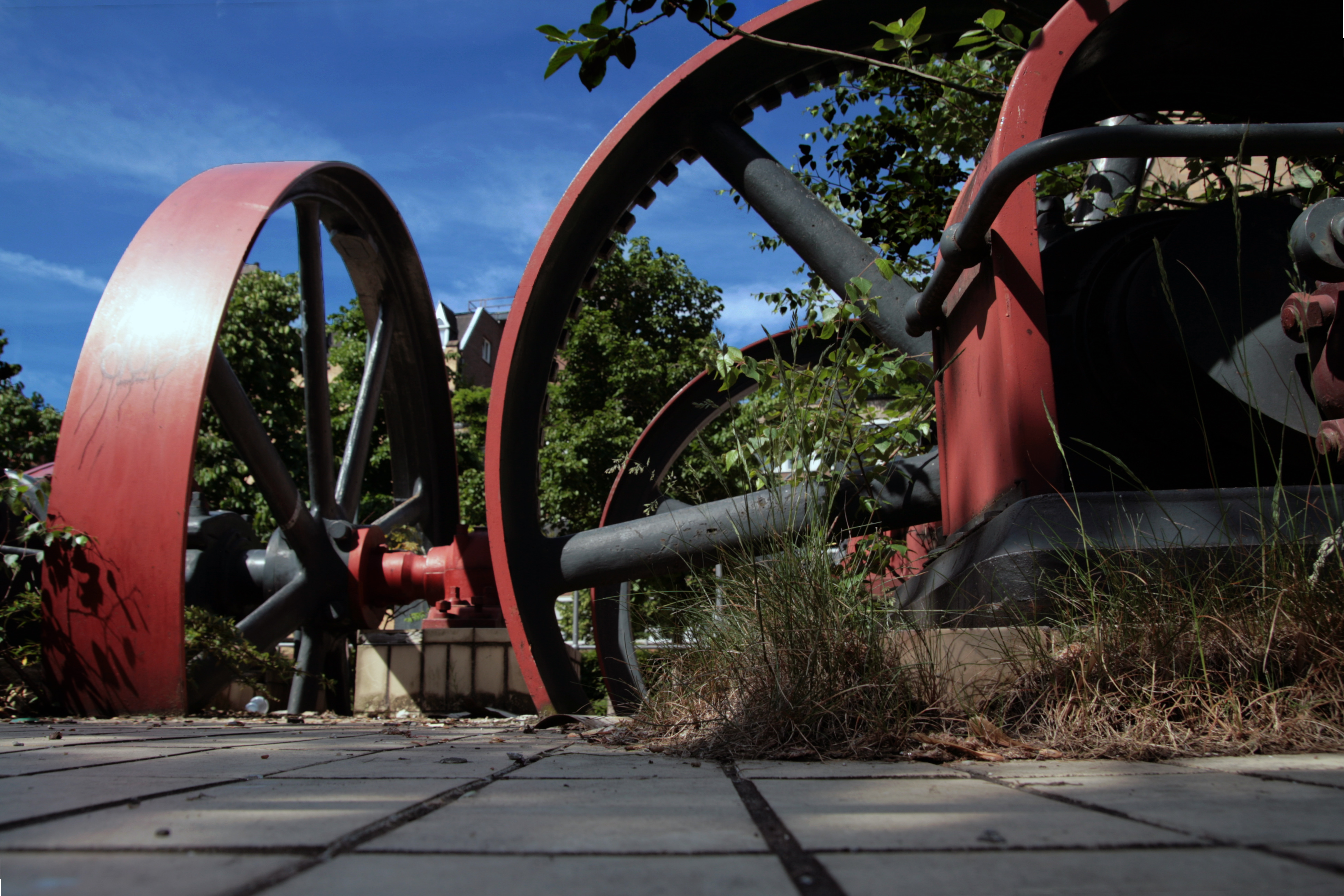
Verbliebene Maschinenteile aus dem Räderraum der Stollwerck-Schokoladenfabrik

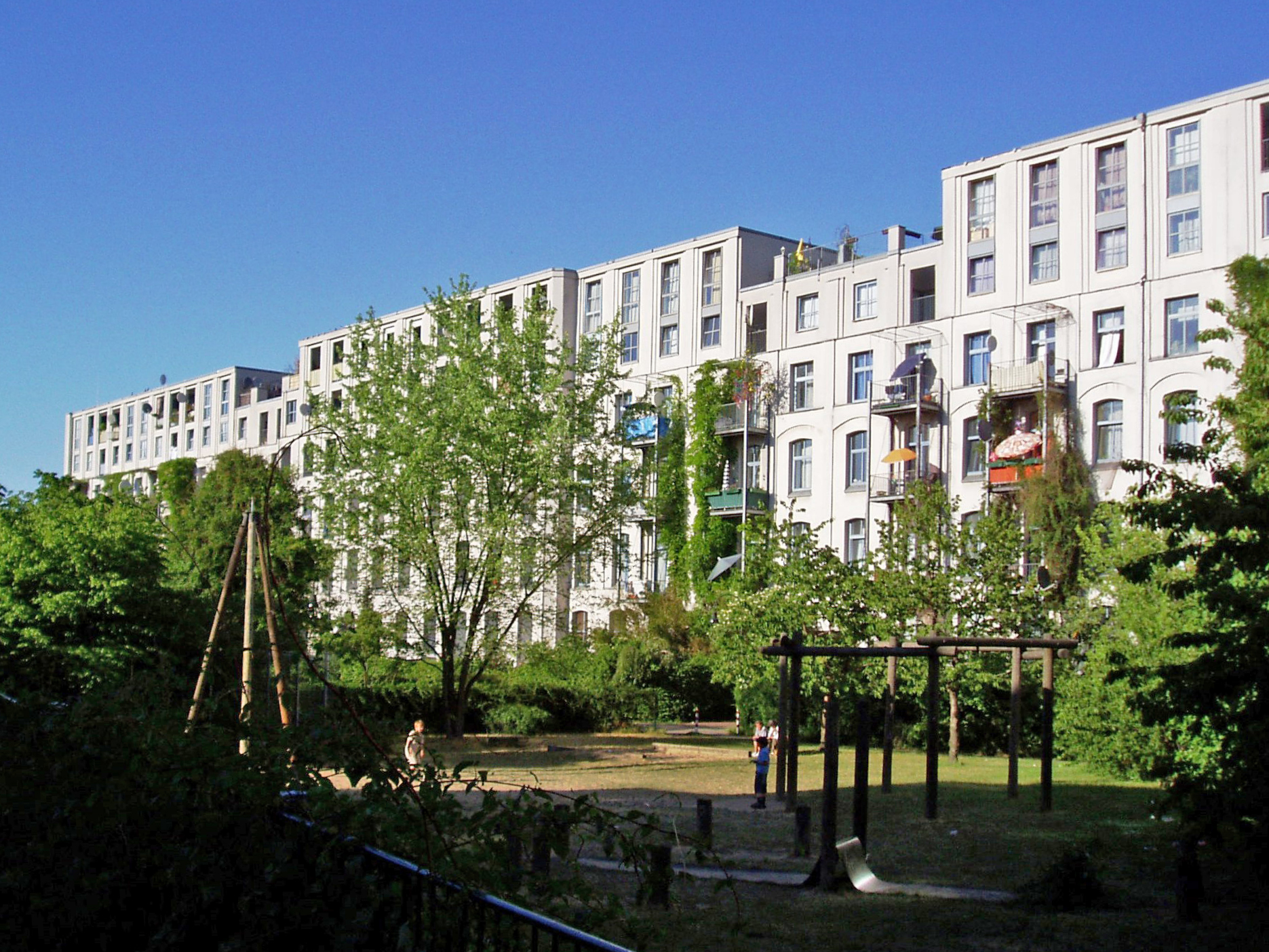
Der zu Wohnungen umgebaute Annoriegel

Der Ost-West-Trakt der Fabrik, der auch die Musterwohnung enthielt, wurde 18 Monate später gesprengt. Es verblieben die Maschinenhalle, der Räderraum, der Kachelsaal und der Annosaal des Stollwerckkomplexes. Die beiden Vereine Pallazzo Schoko und Regebogenhaus nutzten die Räume für ein autonomes Kulturzentrum. Zwanzig bis dreißig Gruppen mit sozialer, kultureller und politischer Arbeit waren hier täglich zu Gast. Auch die Bühnen der Stadt Köln bespielten den Annosaal weiter, so u. a. mit der Premiere des Stückes „Absa(h)nierung“, einer kritischen Betrachtung der Südstadtsanierung mit Heinrich Pachl und Richard Rogler auf der Bühne und einem Bühnenbild von Eusebius Wirdeier. Konflikte unter den sehr heterogenen Betreiber- und Nutzergruppen lähmten die Arbeit des Kulturzentrums, das nach zwei Jahren am Ende war. Die Landesentwicklungsgesellschaft Nordrhein-Westfalen, inzwischen Treuhänder der Fabrikanlage, ließ daraufhin die Zugänge des Kulturzentrums zumauern.
Unter der Regie des Kunstvermittlers und Galeristen Ingo Kümmel wurden Maschinenhalle und Annosaal, später aber beinahe die ganze Fabrikanlage, zur Kulturfabrik Stollwerck, genutzt für Arbeit und Ausstellungen regionaler und überregionaler Künstler. Unter ihnen waren Marcus Krips, Heribert C. Ottersbach, Klaus Winterfeld und Adem Yılmaz, die beinahe alle Fassaden von Annoriegel und Maschinenhalle mit Ornamenten, Graffiti, Strichmännchen und Aufschriften wie „Wir müssen solche Bilder malen, dass die Leute Selbstmord machen“ versahen, die sie allerdings kurz vor dem späteren Abriss selbst zerstörten, obwohl Kunsthändler sich dafür interessierten und Forderungen nach Denkmalschutz laut wurden. Kümmel selbst initialisierte die beachtete Davul Performance (1984) und später die 100-Tage-Ausstellung Stollwerckumenta (1986). Nachdem die Fabrik sieben Jahre lang einen Brennpunkt der Kölner Kunstszene bildete, feierte man im April 1987 in den Ruinen der im Abriss befindlichen Fabrik das Abschiedsfest „Finale Fanale“.
Dem Abriss fielen bis auf den Annoriegel, einige Teile des Räderwerkes und einen Schornsteinsockel alle Gebäude der Stollwerckfabrik zum Opfer. Der Annoriegel wurde zu Wohnraum umgebaut, auf dem frei gewordenen Areal entstand Wohnbebauung und Grünfläche. Heute erinnert eine Tafel an dem als Denkmal gestalteten Räderwerk an die Fabrik, die hier einst stand.
Das heute noch bestehende Bürgerhaus Stollwerck in der Kölner Südstadt hat seine Wurzeln ebenfalls in der ehemaligen Schokoladenfabrik. Als eines der größten Bürgerhäuser Nordrhein-Westfalens hat es seinen Sitz seit 1987 in einem ehemaligen preußischen Proviant-Magazin aus dem Jahr 1906, unmittelbar neben dem ehemaligen Fabrikgelände.
Unter den Teilnehmern an der Besetzung und in der linken Szene werden die Vorgänge noch bis heute kontrovers bewertet. Einige Aktivisten erlebten sie als Start in eine anhaltende politische Arbeit, andere wandten davon ab und engagierten sich in alternativen Projekten.
Die Besetzung war 2005 Thema der Sonderausstellung „Stollwerck/Bollwerk/Dollwerk“ im Kölnischen Stadtmuseum mit Fotografien von Eusebius Wirdeier und Annette Frick.
Etwa zeitgleich zu den Ereignissen im Kölner Süden entwickelte sich in Hannover die zahlreiche Parallelen aufweisende Besetzung des Sprengelgeländes.

## Zitate
„Du warst unser Lebensraum, für einen Teil von uns ein Lebensgefühl. Daß Du ein Ort der Impulse und Anstöße, sogar eine unentbehrliche Quelle für die moderne Kunst warst, das konnten sie nicht begreifen, diese Großen, die Kunst, Leben und Wirtschaft so voneinander trennen, als hätte man für jeden dieser drei Aspekte ein eigenes Leben zu leben“

## Ausstellungen
- Stollwerck / Bollwerk / Dollwerk. 25 Jahre Stollwerck-Besetzung 1980–1987, Fotografien von Annette Frick und Eusebius Wirdeier, Kölnisches Stadtmuseum, 22. April – 19. Juni 2005.